# Ramón Menéndez Pidal
Ramón Menéndez Pidal (La Coruña, 13 marzo 1869 – Madrid, 14 novembre 1968) è stato un filologo spagnolo.

## Biografia
Fu allievo di Marcelino Menéndez Pelayo all'Università Complutense di Madrid, dove si laureò nel 1893 e dove nel 1899 ottenne la cattedra di filologia romanza. Membro della Real Academia Española dal 1902, presiedette questa istituzione a partire dal 1925.
Durante la Guerra Civile Spagnola del 1936-1939 si rifugiò a Bruxelles, a Cuba, negli Stati Uniti e a Parigi.
Fu il vero iniziatore della filologia spagnola, con la creazione di un'importante scuola di ricercatori e critici attraverso il Centro di Studi Storici (fondato nel 1910) e la Revista de Filología Española (1914). Fu anche il primo direttore della Scuola spagnola di storia e archeologia a Roma, incarico che mantenne dal 1911 al 1914.
Menéndez Pidal aprì gli studi linguistici e letterari del suo paese al metodo comparatista e storico, con i quali fissò le basi della moderna filologia spagnola e si rivelò essere uno dei più prestigiosi filologi romanzi dell'epoca.
Con La leggenda degli infanti de Lara (1896) iniziò i suoi lavori sull'epica spagnola primitiva, lavori continuati con una serie di saggi sul Poema del mio Cid, pubblicati tra il 1908 e il 1911, e con opere come La epopeya castellana a través de la literatura española (1910) e La Chanson de Roland e il neotradizionalismo (1959).
La sua stima per la figura di Rodrigo Díaz de Vivar (il leggendario Cid Campeador), in consonanza con gli autori della Generazione del 98, lo portò a scrivere La España del Cid (1929), nella quale manifestò la sua grande esperienza di storico.
Fu l'esponente di maggior spicco della "tesi tradizionalista" secondo cui l'epica sarebbe stata un prodotto popolare, trasmesso oralmente dai giullari e messa per iscritto solo successivamente. 
Al giorno d'oggi, se da un lato si riconosce la sicura importanza e influenza della tradizione orale nell'epica, si tende però a rifiutare l'ipotesi di una lunga trasmissione orale, in quanto priva di concreti riscontri.
Nel 1933 fu il primo rettore dell'Università del Verano di Santander. Dal 1931 al 1968 fu candidato al premio Nobel per la letteratura per 26 volte, cosa che fa di lui l'autore più volte candidato senza riuscire a vincere il premio.
Menéndez Pidal morì il 14 novembre 1968 all'età di 99 anni.

## Riconoscimenti
- Nel 1952, l'Accademia dei Lincei gli ha conferito il Premio Feltrinelli Internazionale, insieme a Thomas Mann, per la Critica e Storia letteraria.[1]